# Critics’ Circle Theatre Award
Der Critics’ Circle Theatre Award, bis 1990 Drama Theatre Award, ist ein seit 1982 jährlich verliehener britischer Theaterpreis. Er wird für Leistungen im Bereich Theater und Musical im Vereinigten Königreich des vergangenen Jahres von The Critics’ Circle vergeben  und gilt dort neben dem Laurence Olivier Award als eine der höchsten Auszeichnungen für Theaterschaffende.

## Kategorien

### Aktuelle Kategorien
Die Kategorien des Jahres 2014:
| Kategorie                                                                | Verleihung |
| ------------------------------------------------------------------------ | ---------- |
| Bestes neues Theaterstück (auch Musicals)                                | seit 1982  |
| Bester Schauspieler                                                      | seit 1982  |
| Beste Schauspielerin                                                     | seit 1982  |
| Trewin Award (für die beste Shakespeare-Aufführung)                      | seit 2000  |
| Beste Theaterregie                                                       | seit 1982  |
| Peter Hepple Award (für das beste Musical)                               | seit 1982  |
| Vielversprechendster Dramatiker                                          | seit 1989  |
| Bester Kostümbildner                                                     | seit 1982  |
| Jack Tinker Award (für den vielversprechendsten Newcomer, keine Autoren) | seit 1996  |

### Ehemalige Kategorien
| Kategorie                                    | Verleihung    |
| -------------------------------------------- | ------------- |
| Vielversprechendster Newcomer (ohne Autoren) | 1989 bis 1995 |

## Rekorde
Simon Russell Beale wurde viermal als Bester Schauspieler mit einem Critics’ Circle Theatre Award ausgezeichnet, Judi Dench dreimal und ein weiteres Mal als Beste Schauspieler in einer Shakespeare-Aufführung. Bereits dreimal wurden Eve Best und Victoria Hamilton als Beste Schauspielerinnen mit dem Critics’ Circle Theatre Award geehrt.
Zweimal als Beste Schauspieler ausgezeichnet wurden Brian Cox, Michael Gambon, Ian Holm, Rory Kinnear, Eddie Redmayne, Mark Rylance, Rufus Sewell, Kevin Spacey und David Suchet. Clare Higgins, Rachel Weisz und Fiona Shaw erhielten den Preis zweimal als Beste Schauspielerinnen. Antony Sher und Derek Jacobi wurden zweimal als Beste Schauspieler in einer Shakespeare-Aufführung geehrt; zwei Frauen wurde diese Ehre einmal zu Teil: Tamsin Greig wurde für ihre Verkörperung der Beatrice in Viel Lärm um nichts mit diesem Preis bedacht und Judi Dench für eine Rolle in The Winter's Tale.
Michael Grandage wurde bereits viermal als Bester Theaterregisseur ausgezeichnet, Sam Mendes dreimal. Bereits fünf Stücke, an denen Stephen Sondheim als Regisseur oder Autor beteiligt war, wurden mit dem Critics’ Circle Theatre Award ausgezeichnet (Follies (1987), South Pacific (1988), Into the Woods (1990), Assassins (1992) und Gypsy (2014)). Martin McDonagh wurde einmal als Vielversprechendster Autor und ein weiteres Mal als Autor von Hangmen für das Beste neue Theaterstück ausgezeichnet. Das Stück Guys and Dolls erhielt zweimal den Peter Hepple Award für das beste Musical.

Bemerkenswerte Gewinner des Critics’ Circle Theatre Awards
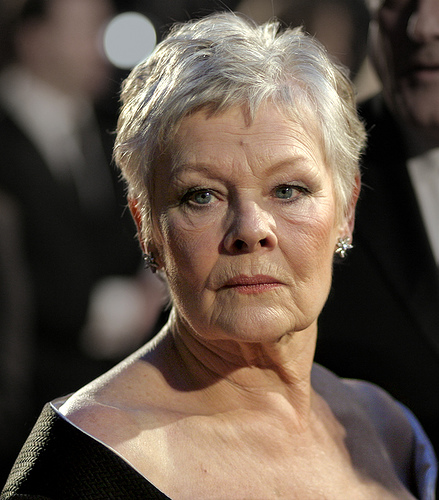
Schauspielerin Judi Dench (2007)
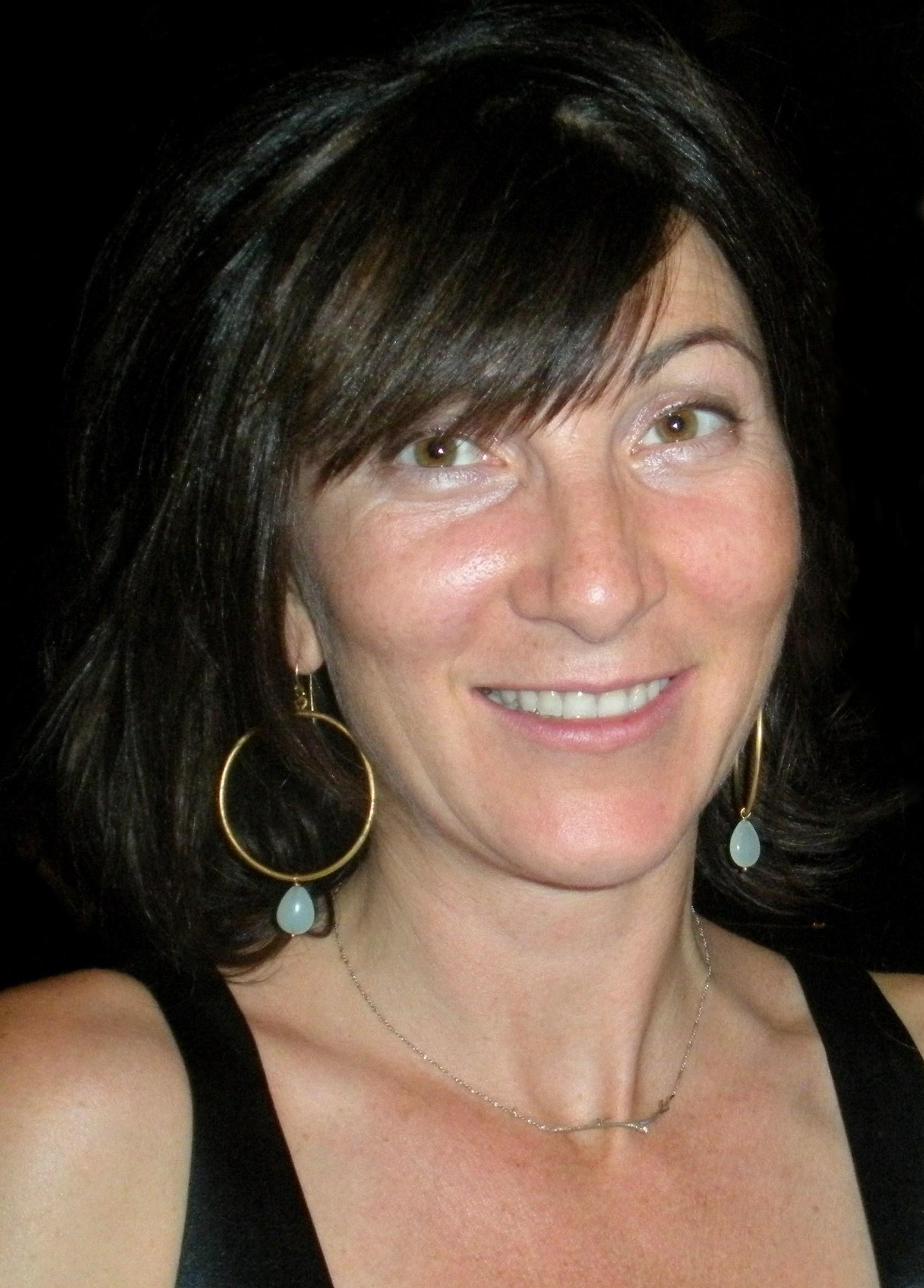
Schauspielerin Eve Best (2009)
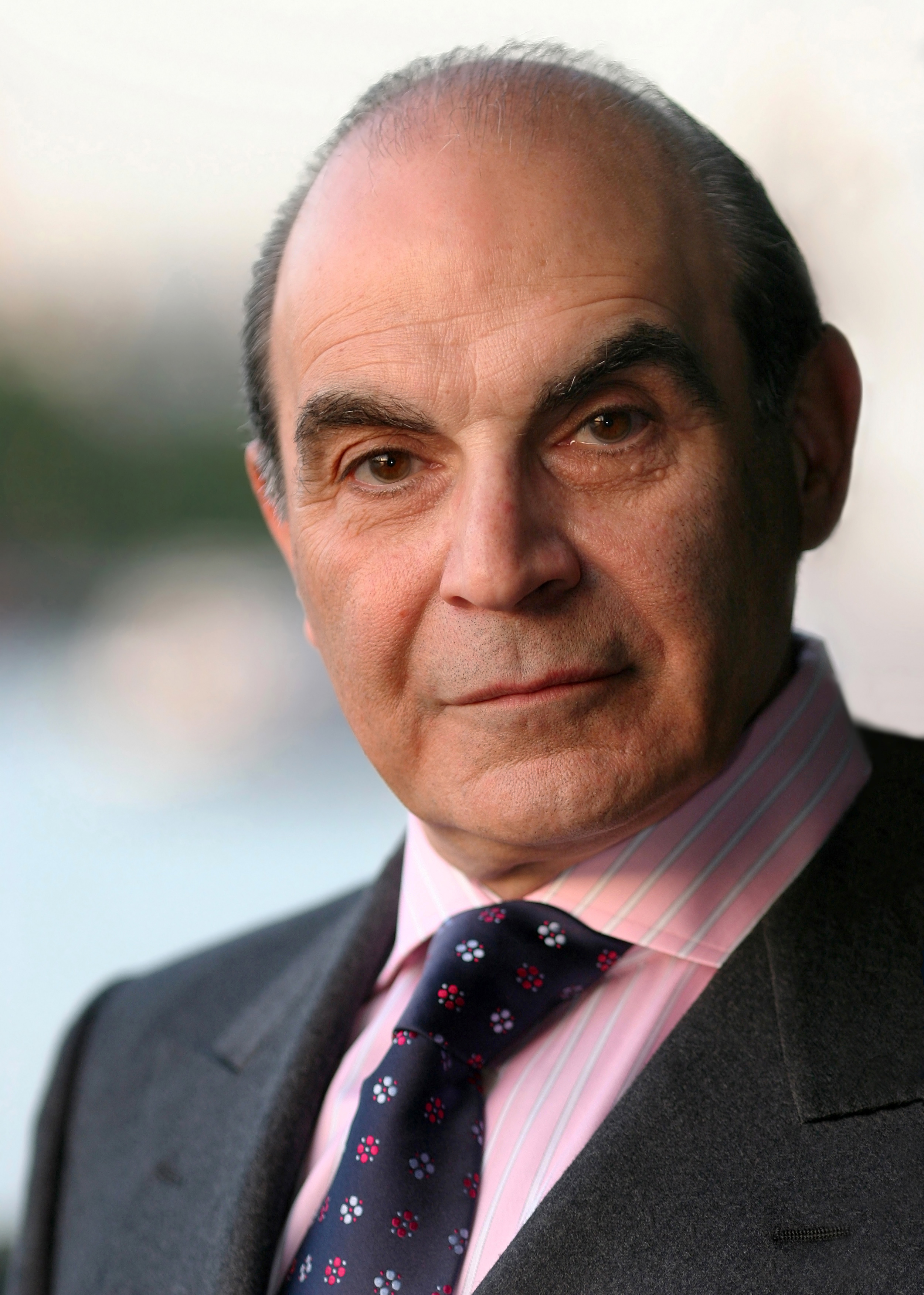
Schauspieler David Suchet
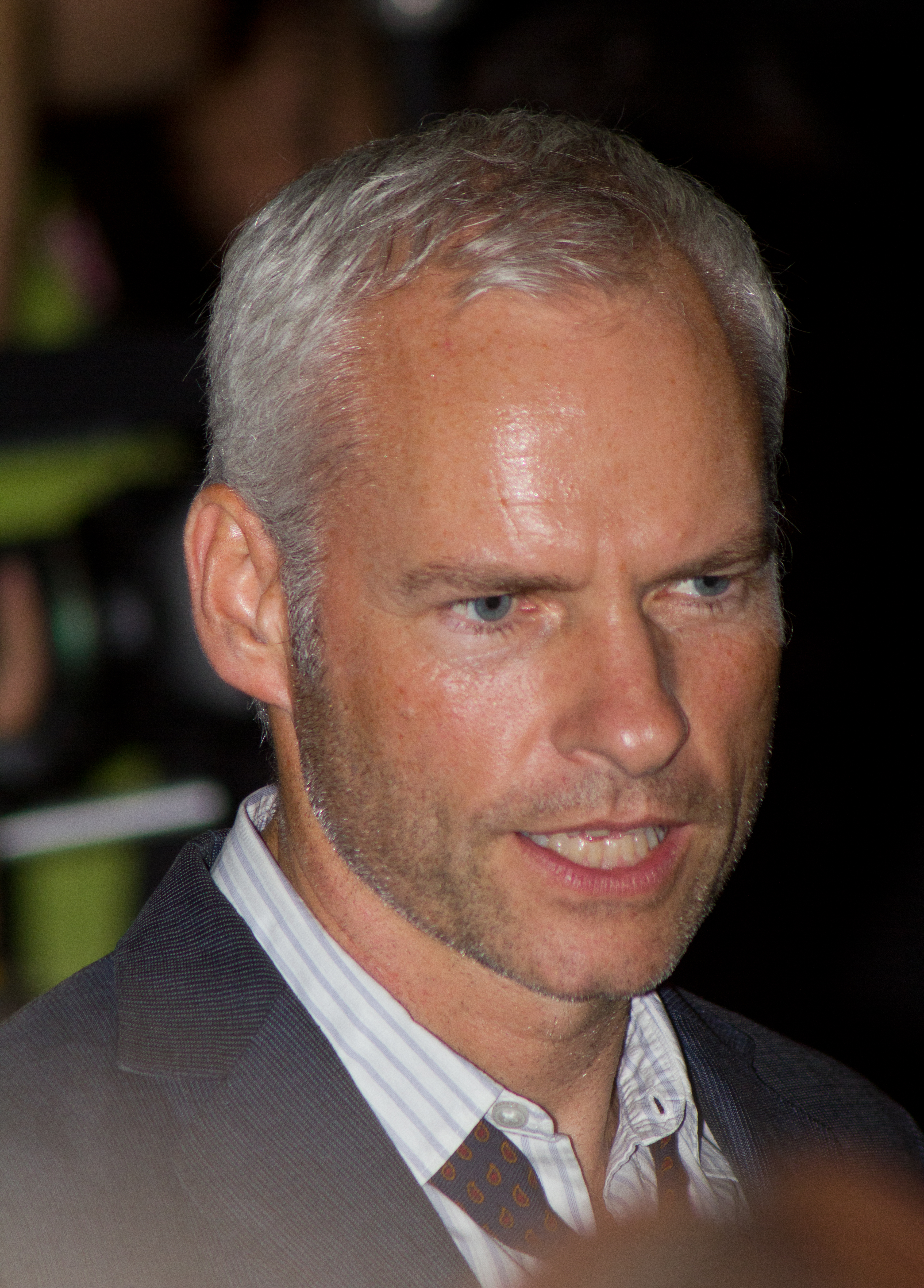
Autor von Hangmen: Martin McDonagh (2012)
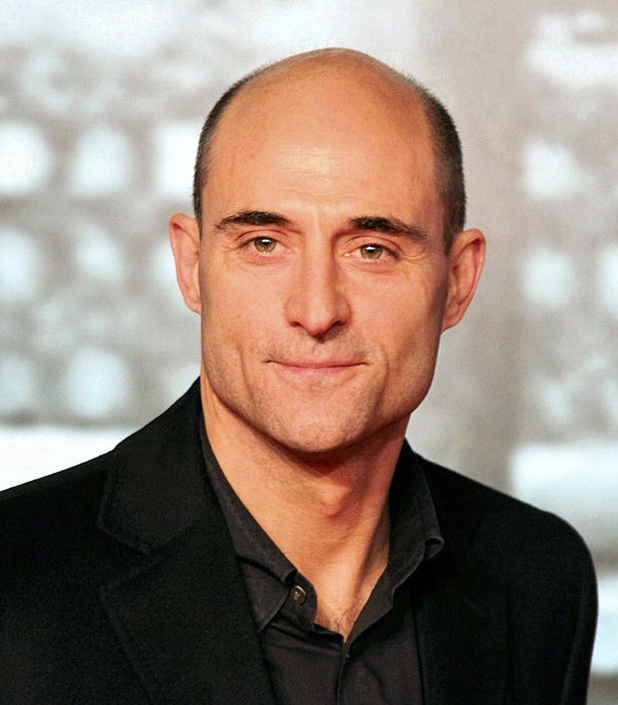
Mark Strong, Bester Schauspieler 2014
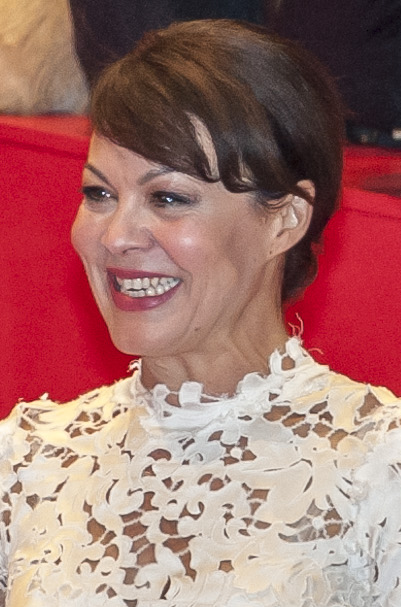
Helen McCrory, Beste Schauspielerin 2014